# Lepidoneura longipalpis
Lepidoneura longipalpis is een vlinder van de familie van de grasmotten (Crambidae), uit de onderfamilie van de Spilomelinae. De wetenschappelijke naam van deze soort is voor het eerst voorgesteld als Antigastra longipalpis door Charles Swinhoe in een publicatie uit 1894.
De soort komt voor in India (Meghalaya).